# Győri Csaba
Győri Csaba (Budapest,  január 4. –) magyar színész.

## Életpályája
- Budapesten született, Sülysápon töltötte gyermekkorát, az általános iskolát is itt végezte, ezt követően a Vörösmarty Mihály Gimnázium dráma tagozatán érettségizett, az érettségi után a Gór Nagy Mária Színitanoda hallgatója lett.  Színházi munkáin kívül szerepelt ismert televíziós sorozatokban, feltűnt a Barátok közt, a Jóban-Rosszban, a Tűzvonalban, a Hacktion több epizódjában is, emellett magyarországi és külföldi reklámfilmekben is gyakran látható, de több filmes szerepet is maga mögött tudhat. Énekhangját Toldy Mária iskolájában kezdte képezni, jelenleg Decsi Ágnes növendéke.

## Tanulmányai
- Móra Ferenc Általános Iskola, Sülysáp (1989–1997)
- Vörösmarty Mihály Gimnázium-dráma tagozat (1997–2001)
- GNM Színitanoda (2003–2006), osztályfőnök: Zsurzs Kati

## Szerepei
- Harlekin Gyermekszínház:
Pál utcai fiúk (Nemecsek, Geréb)
- Madách Színház:
Anna Karenina (ensemble)
Hegedűs a háztetőn (ensemble)
Isten pénze (ensemble)
Nyomorultak (ensemble)
Emil és a detektívek (Krumbiegel)
Ludas Matyi (Vásári árus)
- József Attila Színház:
Nebáncsvirág (tánckar)
- Musical Színház:
Jekyll és Hyde (Tom)
Jézus Krisztus szupersztár (apostol)
Evita (tánckar/ensemble)
- Vígszínház:
Lear Király (katona)
Kávéház (Rendőr)
Tévedések vígjátéka (több kisebb karakter)
Minden jó, ha vége jó (katona)
- Német Színház /Szekszárd/:
Emil és a detektívek (Cosmo)
- Minerva Concert (Kongresszusi Központ, Bp, Turné):
A 3 testör (ensemble)
- Soproni Petőfi Színház / József Attila Színház
Nem tudok élni nélküled (Rudi)
Vértestvérek (ensemble)
La Mancha lovagja (ensemble)
Egyéb:
- Színház és Filmművészeti Egyetem-Padlás:
Sztárcsinálók /rendezői vizsga/(táncos, katona)
- Duna Tv:
Szóbazár (műsorvezetés)
- Reklámok /külföldi és magyar/:
(Pepsi sziget, Pannon GSM, Vodafone, Dreher, MKB,  T-Mobile, Pelephone, Pierre Cardin stb.)
- Barátok közt (Cseh Xavér)
- Jóban rosszban (Bálint)
- Tűzvonalban (Morpheus)
- Overnight (Bróker)
- Hacktion (Márk)
- Videoklippek
- Prózai vizsgaszerepek:
Sok hűhó semmiért (Benedetto)
Rómeó és Júlia (Rómeó)
Ahogy tetszik (Próbakő)
Vízkereszt, vagy amit akartok (Fábián)
Csibe (Izsák)
Illatszertár (Asztalos úr)
Háztűznéző (Anucskin)
Csongor és Tünde (Csongor)
Gyöngyélet /Élnek, mint a disznók/ (Jamoda)
- Zenés vizsgaszerepek:
Csárdáskirálynő (Bóni)
Cirkuszhercegnő (Toni Schlumberger)
Csupa balláb (Geoffrey)
Macskafogó (Billy)

## Televíziós szerepei
- Hacktion (2012)
- Egyszer volt Budán Bödör Gáspár (2020)

### Videók
- Omnia
- Phelepone Music
- Corgon reklám
- Pierre Cardin reklám